# إديث ويليامز
إديث ويليامز (بالإنجليزية: Edith Williams)‏‏ (24 يونيو 1899 - 24 نوفمبر 1979 في تورونتو) طبيبة بيطرية، وفلاحة من كندا.